# San Isidro Labrador (Venezuela)
Pour les articles homonymes, voir San Isidro Labrador.
San Isidro Labrador est l'une des quatre divisions territoriales et statistiques dont l'une des trois paroisses civiles de la municipalité de Turén dans l'État de Portuguesa de la municipalité de Turén dans l'État de Portuguesa au Venezuela. Sa capitale est Colonia Turén.